# John Rittmeister
John Karl Friedrich Rittmeister (* 21. August 1898 in Hamburg; † 13. Mai 1943 in Berlin-Plötzensee), oft auch abgekürzt John F. Rittmeister, war ein deutscher Nervenarzt, Psychoanalytiker und Widerstandskämpfer gegen den Nationalsozialismus.

## Leben

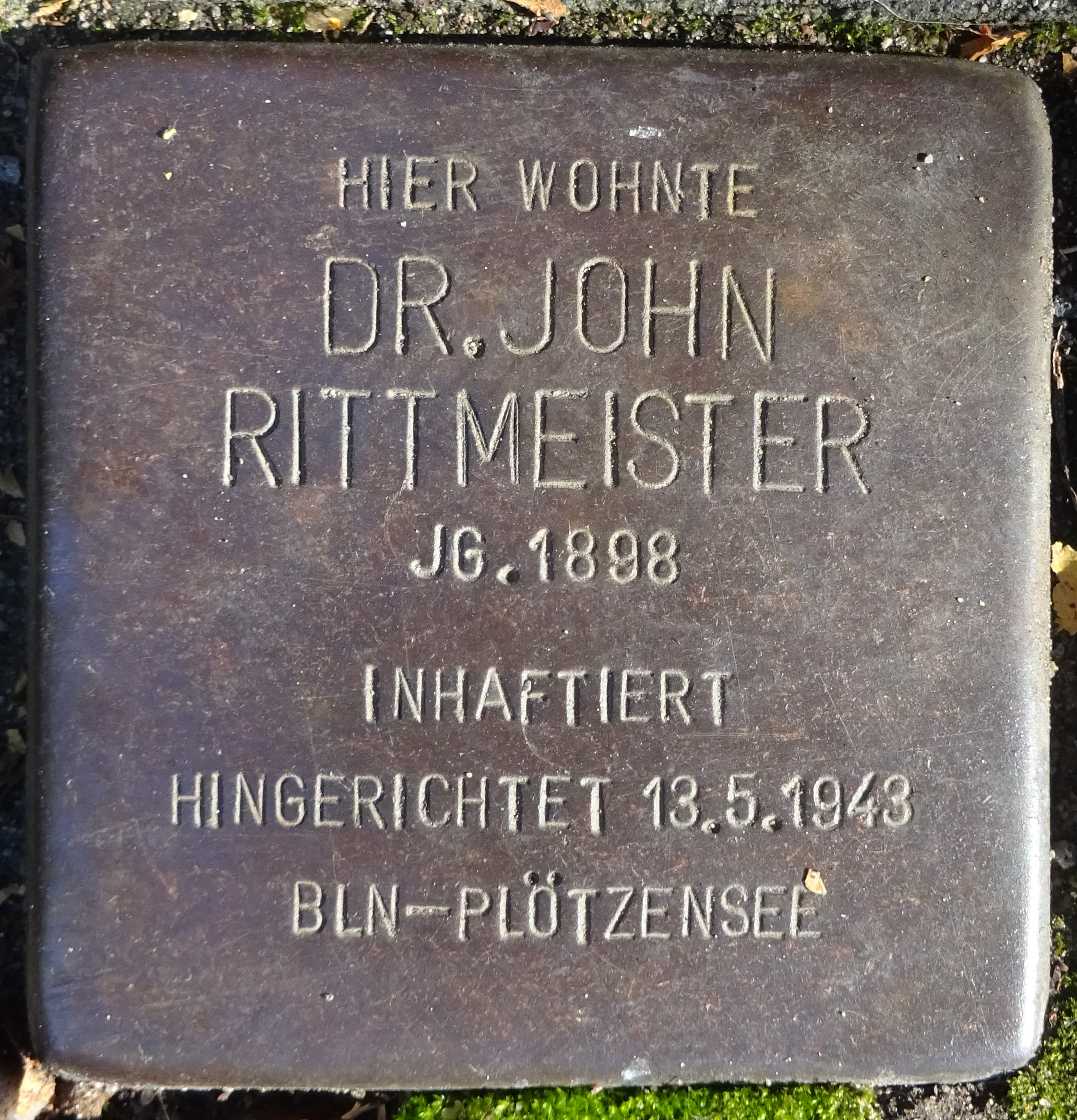
Stolperstein für John Rittmeister vor dem Haus Agnesstraße 30 in Winterhude

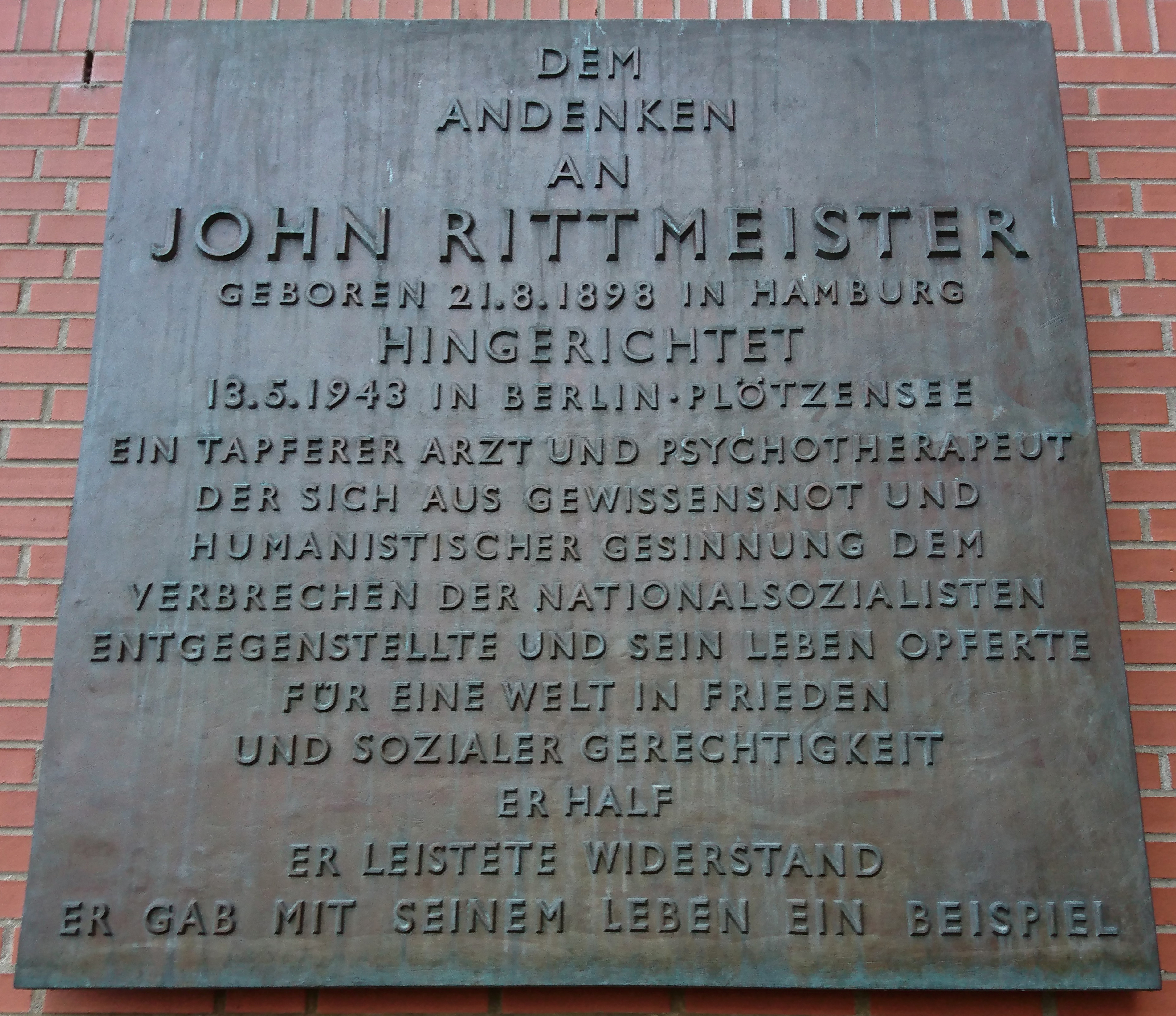
Gedenktafel für John Rittmeister an der Fassade von Haus 5 der Asklepios Klinik Nord, Standort Ochsenzoll in Langenhorn

Aufgewachsen als ältester Sohn in einer großbürgerlichen Hamburger Kaufmannsfamilie, der schon früh mit den sozialen Spannungen am Rande dieser Welt in Berührung gekommen war, wurde John Rittmeister 1917 nach seinem Abitur noch zum Kriegsdienst eingezogen und in Frankreich sowie in Italien als Telefonist eingesetzt. Ab 1919 studierte er in Marburg, Göttingen, Kiel, Hamburg und München Medizin, wo er von 1926 bis 1929 auch eine psychiatrisch-neurologische Ausbildung absolvierte.
In München lernte er den aus Russland emigrierten Arzt Hugo Schmorell und dessen Nichte Ella Wiegand („Dunja“) kennen, mit der er eine Beziehung einging. Ella weckte sein Interesse an der Sowjetunion, in die er 1932 auch eine Reise unternahm. Der Sohn von Hugo Schmorell, Alexander Schmorell, wurde später Mitglied der Weißen Rose.
In einer darauf folgenden Volontärs- und Assistentenzeit an der Psychiatrischen Klinik Burghölzli in Zürich kam er mit dem Kreis um C. G. Jung und marxistischen Zirkeln in Kontakt, engagierte sich auch politisch und organisierte Hilfe für Emigranten aus Deutschland. Von der Schweizer Fremdenpolizei wurde er deshalb seit 1934 als Kommunist verdächtigt und überwacht, weil er auch Mitglied der Internationalen Arbeiterhilfe und der Freunde des neuen Russland war. 1937 erhielt er deswegen nach einem Volontariat in der Heilanstalt Münsingen, wo er mit Alfred Storch zusammenarbeitete, wegen „kommunistischer Umtriebe“ keine weitere Verlängerung seiner Aufenthaltsgenehmigung in der Schweiz.
1938 war er zunächst Oberarzt unter Heinrich Schulte an der Nervenklinik Waldhaus in Berlin-Nikolassee und ab Kriegsbeginn bis zur Verhaftung Mitarbeiter in der Poliklinik des Berliner Göring-Instituts, dem von Matthias Heinrich Göring geleiteten Deutschen Institut für psychologische Forschung und Psychotherapie. Dort unterzog er sich bei Werner Kemper einer Lehranalyse und beteiligte sich ebenfalls an Hilfsaktionen für Juden und ausländische Arbeiter.
In Berlin lernte er die Krankenschwester Eva Knieper kennen, die er 1939 heiratete. Eva besuchte zur Vorbereitung auf das Abitur das Heilsche Abendgymnasium in Schöneberg und lernte unter anderem Ursula Goetze, Liane Berkowitz, Fritz Thiel und Friedrich Rehmer kennen. Aus den gemeinsamen Unterrichtsvorbereitungen erwuchs unter Rittmeisters Anleitung ein den Nationalsozialismus ablehnender Kreis junger Leute, zu dem später sein Jugendfreund, der Romanist Werner Krauss, hinzukam. Durch Ursula Goetze kamen Kontakte zu einer Neuköllner KPD-Gruppe und zu ausländischen Arbeitern zustande.
Bei einer Silvesterfeier seines Bruders Wolfgang Ende 1941 lernte John Rittmeister Harro Schulze-Boysen kennen, mit dessen Ansichten er in allen wesentlichen Punkten übereinstimmte. Rittmeister und Schulze-Boysen entwarfen die programmatische Schrift Die Sorge um Deutschlands Zukunft geht durch das Volk, in der die politische und militärische Lage analysiert wurde und die später einige hundert Mal vervielfältigt an hauptsächlich akademische Kreise verschickt wurde, laut Reichskriegsgericht „Das niedrigste und gefährlichste Machwerk des Schulze-Boysen“. An der von Schulze-Boysen und dem Freundeskreis seiner Frau durchgeführten Zettelklebeaktion gegen die Ausstellung Das Sowjetparadies war Rittmeister nicht beteiligt.
Am 26. September 1942 wurde Rittmeister, zu dieser Zeit Leiter der Poliklinik und einziger im Kreise des Göring-Instituts, der dem nationalsozialistischen Regime Widerstand leistete, verhaftet und wie auch Schulze-Boysen und Arvid Harnack von der Gestapo als Mitglied der „Roten Kapelle“ eingestuft, nach der Untersuchungshaft im Gestapo-Gefängnis Berlin-Spandau am 12. Februar 1943 wegen „Vorbereitung zum Hochverrat und Feindbegünstigung“ zum Tod verurteilt und am 13. Mai 1943 durch das Fallbeil in Plötzensee hingerichtet. Seine Frau hatte erfolgreich die Ahnungslose gespielt und sich vehement gegen alle Anschuldigungen gewehrt; sie kam mit nur drei Jahren Gefängnis wegen „Abhörens feindlicher Sender“ davon, wohl auch, weil ihr Mann sie nicht belastet hatte.
John Rittmeister bezeichnete sich selber vor Gericht als Linkspazifisten, sah sich mehr als Aufklärer und Wissenschaftler. Allerdings hatte er sich etwa in der Reichspogromnacht auch tatkräftig für in Bedrängnis geratene Juden eingesetzt. Seine zahlreichen wissenschaftlichen und politischen Kontakte, wie zu den englischen Linken um Victor Gollancz, sind weitgehend unerforscht.
Er hinterließ nur wenige publizierte Texte, teils zu speziellen medizinischen Themen, teils aber auch zu allgemeineren sozialen, psychologischen und philosophischen Problemen. Sein besonderes Interesse galt dem französischen Philosophen René Descartes. Sein früher Tod nach einem bewegten, arbeits- und beziehungsreichen Leben verhinderte, dass er seine Überlegungen in Buchform herausbringen konnte.

## Schriften
- „Hier brennt doch die Welt“. Aufzeichnungen aus dem Gefängnis und andere Schriften. Hrsg. von Christine Teller. Gütersloh 1991.